# مايك بيترسن (سياسي)
مايك بيترسن (بالإنجليزية: Mike Petersen)‏ هو سياسي أمريكي، ولد في 5 أكتوبر 1960. حزبياً، نشط في الحزب الجمهوري. وقد انتخب عضو مجلس ولاية كانساس.

## وصلات خارجية
- الموقع الرسمي